# Mental Aquaducts
Mental Aquaducts è un demo del gruppo musicale statunitense Limp Bizkit, registrato nel 1995.

## Descrizione
Si tratta dell'unica pubblicazione del gruppo a figurare il chitarrista Rob Waters e presenta quattro brani originariamente composti dal cantante Fred Durst per altri gruppi, e poi riveduti e corretti. Il demo fu mandato ai Korn nella parte preparatoria di un loro concerto a Jacksonville, ma all'inizio non furono convinti dall'ascolto.
Il brano d'apertura Armpit è stato registrato nuovamente ed inserito come bonus track nell'edizione giapponese di Results May Vary (2003), mentre Blind fu incisa nuovamente per l'album d'esordio Three Dollar Bill, Yall$ (1997).

## Tracce
1. Armpit – 0:42
2. Blind – 0:51
3. Phat Groove – 1:06
4. Shove – 0:55

## Formazione
- Fred Durst – voce
- Wes Borland – chitarra solista
- Rob Waters – chitarra ritmica
- Sam Rivers – basso
- John Otto – batteria
- DJ Lethal – giradischi, tastiera, campionatore